# Ulm Falcons
Die Ulm Falcons waren bis 2019 die Baseballabteilung des VfB Ulm. Seit 2020 sind die Ulm Falcons ein eigenständiger Verein. Die erste Herrenmannschaft der Falcons spielte von 2018 bis 2022 in der Baseball-Bundesliga Süd.

## Geschichte
Die Ulm Falcons wurden im Jahr 1989 gegründet und stiegen in der Saison 2017 in die 2. Baseball-Bundesliga auf. In dieser Saison erreichte das Team den 4. Platz in der Süddivision. Da die Neuenburg Atomics und die Tübingen Hawks auf ihr Aufstiegsrecht verzichteten und die zweite Mannschaft der Stuttgart Reds als Reserveteam nicht aufstiegsberechtigt war, stiegen die Ulm Falcons zur Baseball-Bundesliga-Saison 2018 in die oberste Spielklasse auf.
Obwohl das Team die Saison 2018 auf dem letzten Platz der Bundesliga Süd beendete, konnte der Klassenerhalt für die Saison 2019 gesichert werden. Als erster Neuzugang für die Saison 2019 wurde der 22-jährige Litauer Pitcher Robertas Vilimas verpflichtet, der zuvor in der zweiten italienischen Baseball-Liga gespielt hatte.
Seit August 2018 ist das Neu-Ulmer IT-Unternehmen IT sure GmbH Hauptsponsor des Vereins, wodurch das Team auch unter dem offiziellen Namen IT sure Falcons firmiert. Der Sponsorenvertrag ist unbefristet und beinhaltete eine Investitionssumme im „mittleren fünfstelligen Bereich“. Die reguläre Saison 2019 beendeten die Falcons auf dem 7. Platz der Baseball-Bundesliga Süd und sicherten sich damit eine Teilnahme an der Relegationsserie. Mit zwei Siegen in der Relegation gegen die Caribes aus München konnte der Klassenerhalt gesichert werden.
In der Saison 2020 musste auf die Importspieler und den Spielertrainer aufgrund der Corona-Einreiseverbote verzichtet werden. Kurz vor dem Saisonstart in Regensburg verpflichteten die Ulm Falcons stattdessen Daniel Husband als Trainer.
2022 stieg Ulm aus der Bundesliga ab und meldete nicht für die 2. Liga. Danach löste sich die erste Mannschaft auf, die zweite Mannschaft spielt in der Bezirksliga Herren II.

## Erfolge
- Aufstieg 1. Bundesliga 2018

## Mannschaften
Bis 2022 gab es zwei aktive Herrenmannschaften.  Die Falcons Ulm nehmen mit einer Herren-, einer  Softball-, einer Jugend-, einer Schüler- sowie einer Tee-Ballmannschaft im Jahre 2023 am Spielbetrieb teil. Zudem gibt es ein BBQ-Slowpitch-Funteam.